# Eisweiher

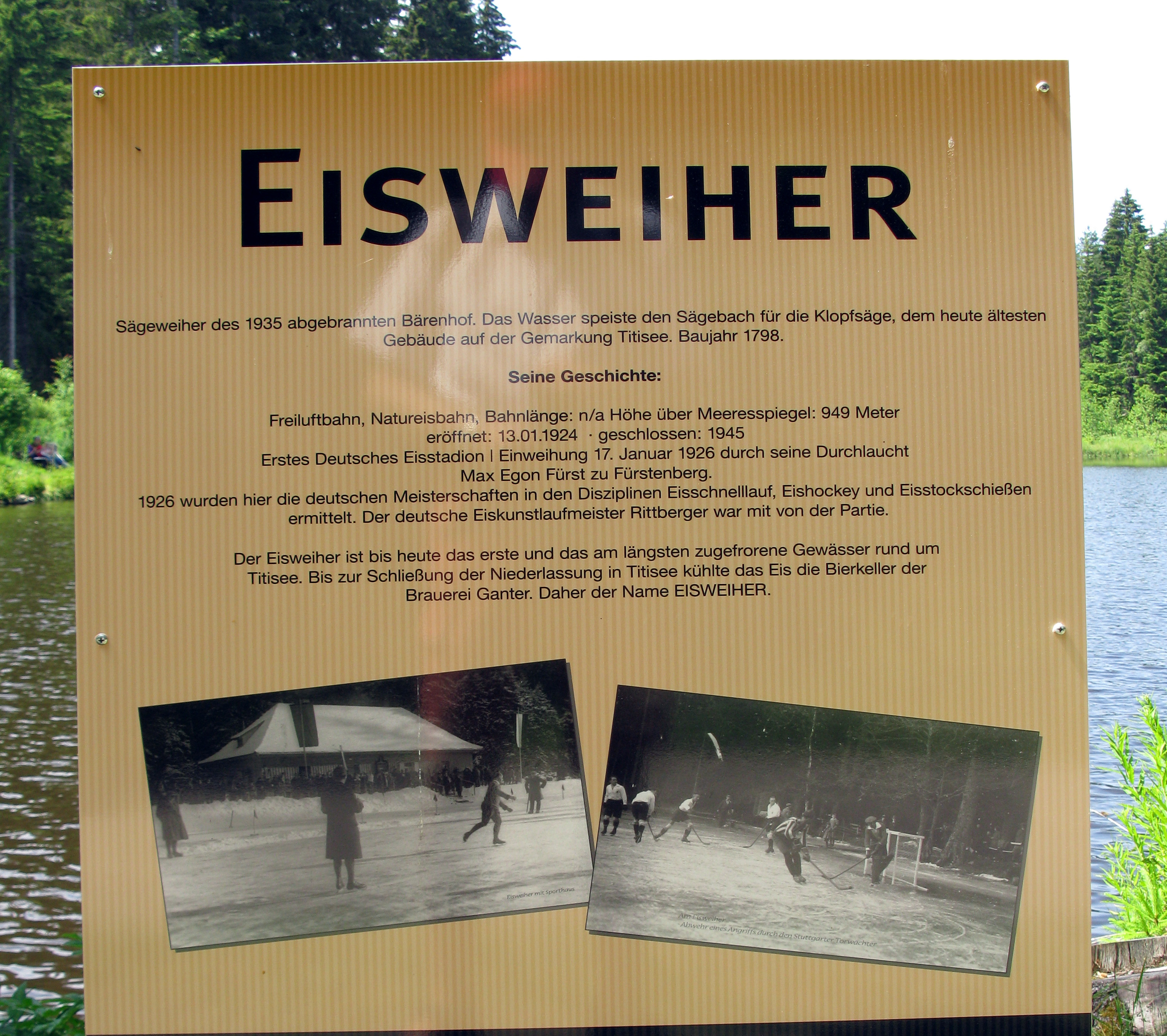
Infoschild am Eisweiher Titisee-Neustadt (Juni 2014)

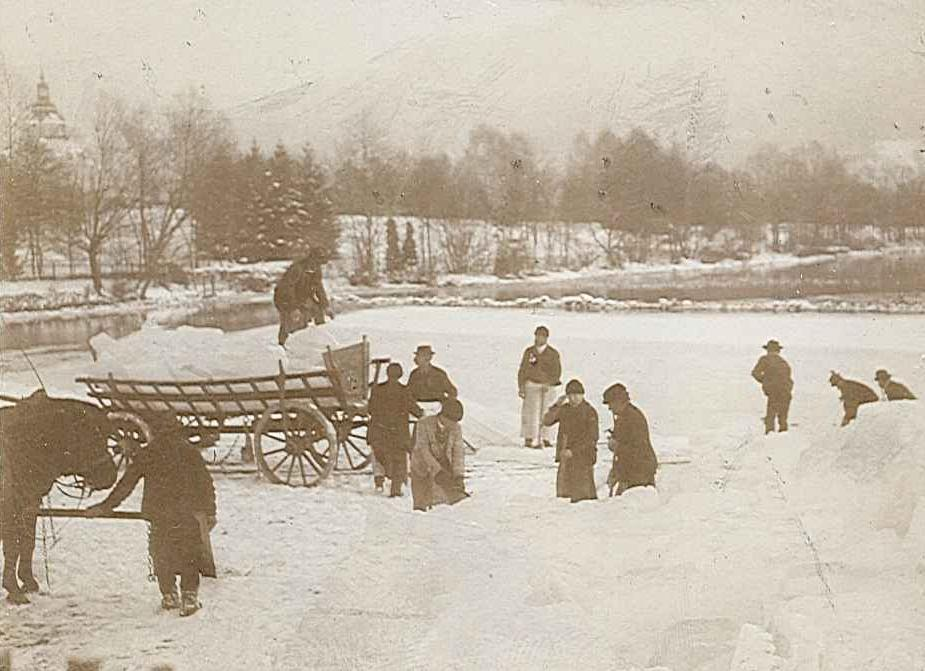
Eis-Brechen und -Transport an einem österreichischen See (Philipp von Württemberg, Dezember 1899)

Eisweiher steht generisch für kleinere, in der Regel relativ flache Stillgewässer, die bei günstiger Lage (windgeschützt) und entsprechenden Witterungsverhältnissen (einige Tage andauernder Frost) schnell zufrieren. Vor der Erfindung der Kältemaschine nach dem Joule-Thomson-Effekt dienten sie der Entnahme von Eisblöcken im Winter, mit denen man im Sommer verderbliche Güter wie z. B. Bier in Kellern kühlen konnte. Andere dienten und dienen mit ihren Eisflächen Freizeitvergnügen wie dem Wintersport mit z. B. Schlittschuhlaufen, Eishockey-Spiel oder Ähnlichem. Manche werden auch nur in der kalten Saison als „Eisweiher“ bezeichnet. Eisweiher sind natürlichen Ursprungs oder wurden auch speziell angelegt. 
Der Name Eisweiher ist solchen Gewässern auch dann oft geblieben, wenn sie heute auch oder ausschließlich anderen Zwecken dienen, etwa als Mühlenteiche, als Löschwasserreservoire, der Fischzucht oder Freizeitzwecken wie dem Baden oder der Befahrung mit Ruder- und Tretbooten.

## Beispiele
Eisweiher ist Eigenname oder Eigennamenbestandteil unter anderem von folgenden Stillgewässern:
- Dürrener Eisweiher, Weiher nahe der Unteren Argen bei Weingarten, Gemeinde Kißlegg, Landkreis Ravensburg, Baden-Württemberg
- Eisweiher (Altneuwirtshaus), See im Unterlauf eines linken Zuflusses der Truppach bei Altneuwirtshaus, Gemeinde Plankenfels, Landkreis Bayreuth, Bayern
- Eisweiher oder Ickinger Weiher oder Ickinger Stausee, See zwischen Isar und deren rechtem Nebenlauf Mühltalkanal vor der Aumühle, Gemeinde Egling, Landkreis Bad Tölz-Wolfratshausen, Bayern
- Eisweiher (Crailsheim, Lindenbach), zwei Weiher im Lauf des Lindenbachs beim Stadtquartier Roter Buck, Stadt Crailsheim, Landkreis Schwäbisch Hall, Baden-Württemberg
- Eisweiher (Crailsheim, Trutenbach), zeitweilig eingestauter Weiher am Trutenbach nahe dem Zentrum, Stadt Crailsheim, Landkreis Schwäbisch Hall, Baden-Württemberg
- Eisweiher (Espasingen), Weiher neben der Stockacher Aach gegenüber Espasingen, Stadt Stockach, Landkreis Konstanz, Baden-Württemberg
- Eisweiher (Fischbach), See im Lauf des Fischbachs nach Fischbach, kreisfreie Stadt Nürnberg, Bayern
- Eisweiher oder Taxetweiher, Baggersee am Rand von Ismaning, Landkreis München, Bayern
- Eisweiher (Moosrain), See links am Festenbach in der Siedlungszone von Moosrain, Gemeinde Gmund am Tegernsee, Landkreis Miesbach, Bayern
- Eisweiher (Pirmasens), Weiher im Lauf des Lamsbachs am östlichen Ortsrand von Pirmasens, Rheinland-Pfalz
- Eisweiher (Riehen), Areal in der Grundwasserzone, wo früher Eis für die Eiskeller geholt wurde.[1]
- Eisweiher (Sindelfingen), einer der Hinterlinger Seen im Lauf des Diebskarrenbachs (im Bachsystem der Schwippe) im Stadtgebiet von Sindelfingen, Landkreis Böblingen, Baden-Württemberg
- Eisweiher (Spielbach), Teich im Lauf des dort Spielbach genannten Rimbachs bei Spielbach, Stadt Schrozberg, Landkreis Schwäbisch Hall, Baden-Württemberg
- Eisweiher (Titisee), Weiher im Lauf eines Zuflusses des Titisees bei Titisee, Stadt Titisee-Neustadt, Landkreis Breisgau-Hochschwarzwald, Baden-Württemberg
- Eisweiher (Uttwil), zwei Weiher im Lauf des Uttwiler Weiers (zum Bodensee) vor dem Hägnenhof, Gemeinde  Uttwil, Bezirk Arbon, Kanton Thurgau
- Eisweiher (Wunsiedel), See zwischen der Röslau und ihrem linken Nebenlauf Mühlgraben in Wunsiedel, Landkreis Wunsiedel im Fichtelgebirge, Bayern
- Markdorfer Eisweiher, Gruppe verlandender Weiher am Espengraben in einem Niedermoor bei Markdorf, Bodenseekreis, Baden-Württemberg; Natur- und Landschaftsschutzgebiet

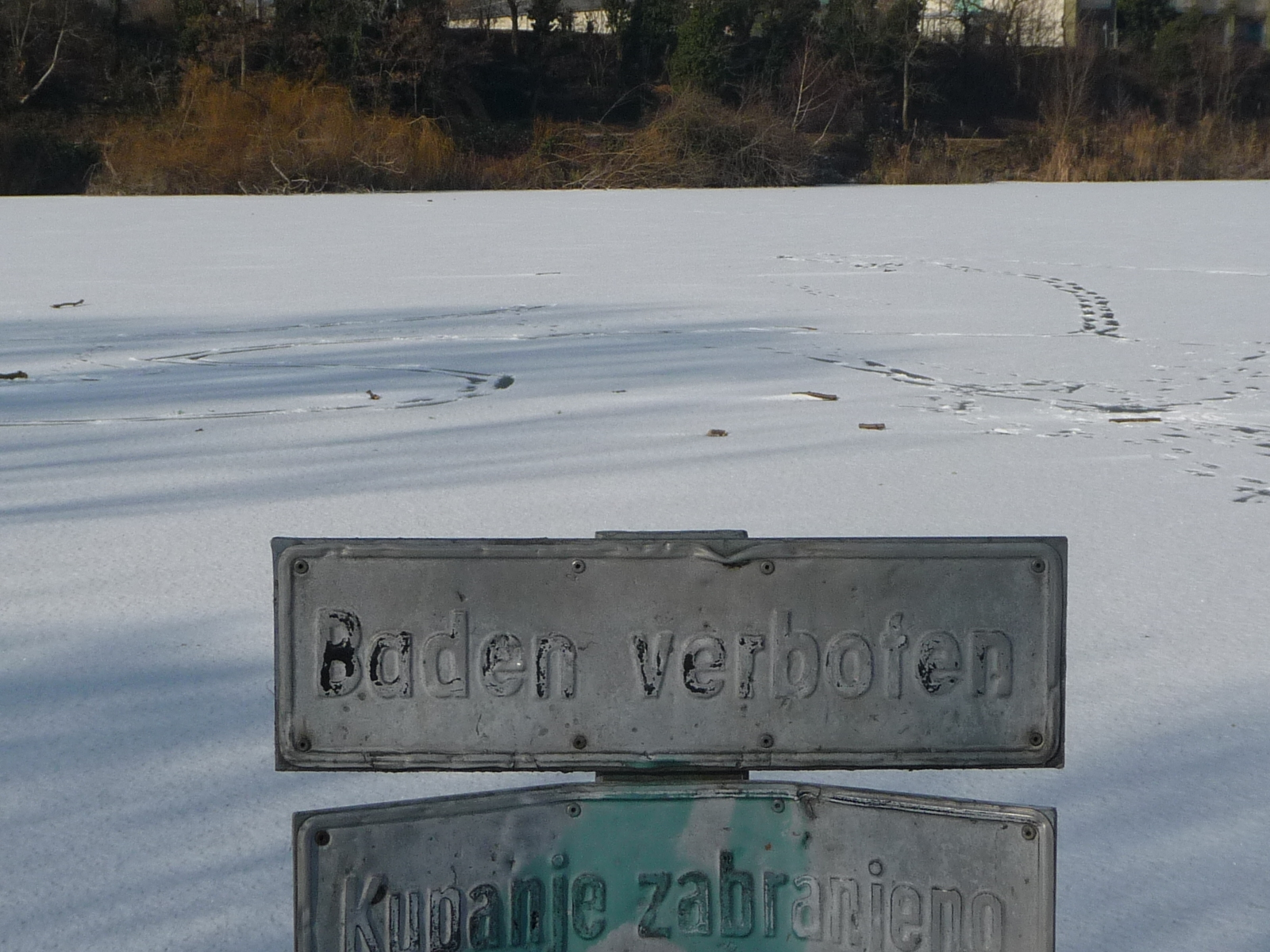
Eisweiher Große Blies bei Ludwigshafen am Rhein-Mundenheim (Februar 2012)
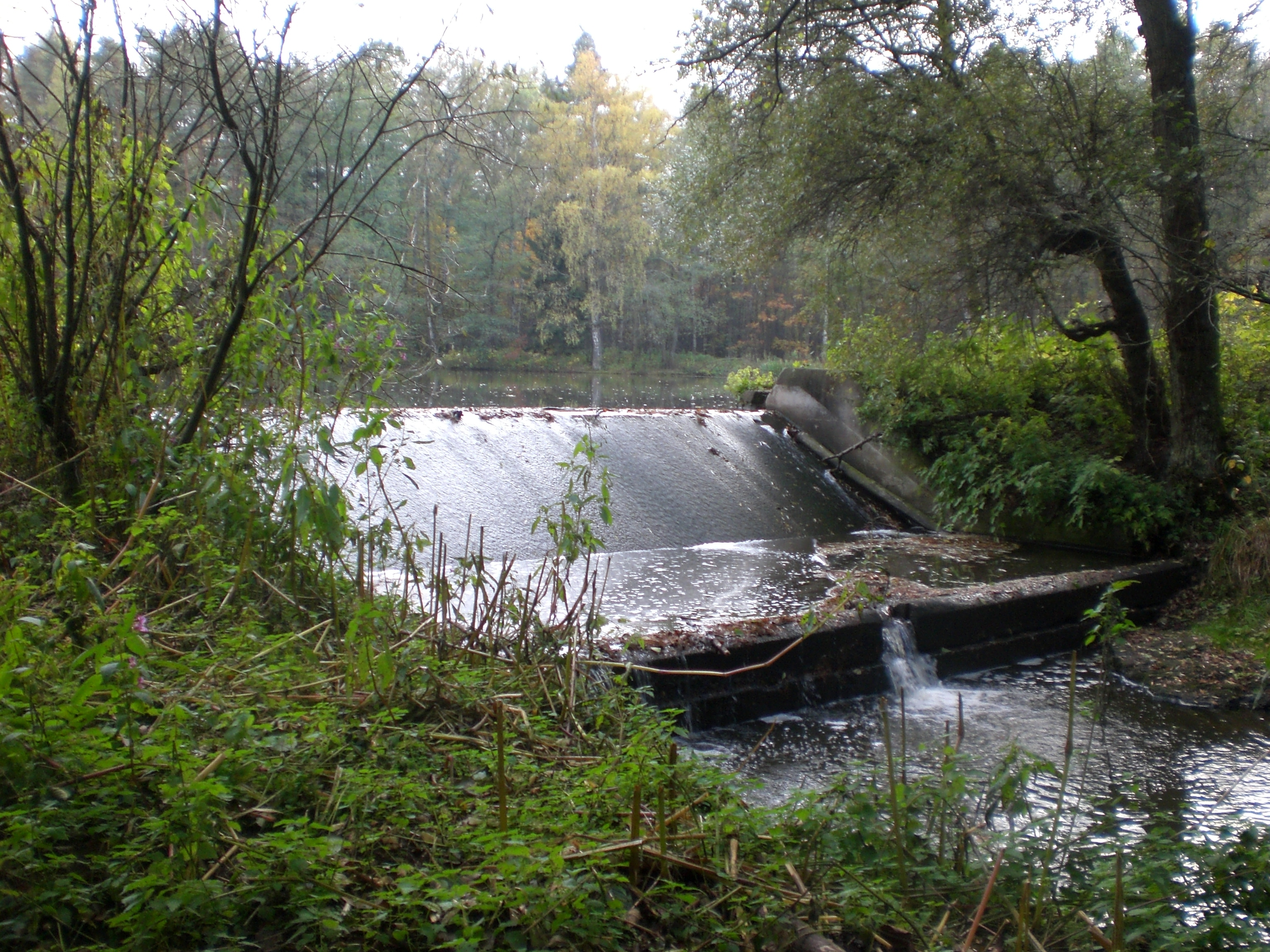
Anstau Eisweiher Fischbach (Oktober 2010)
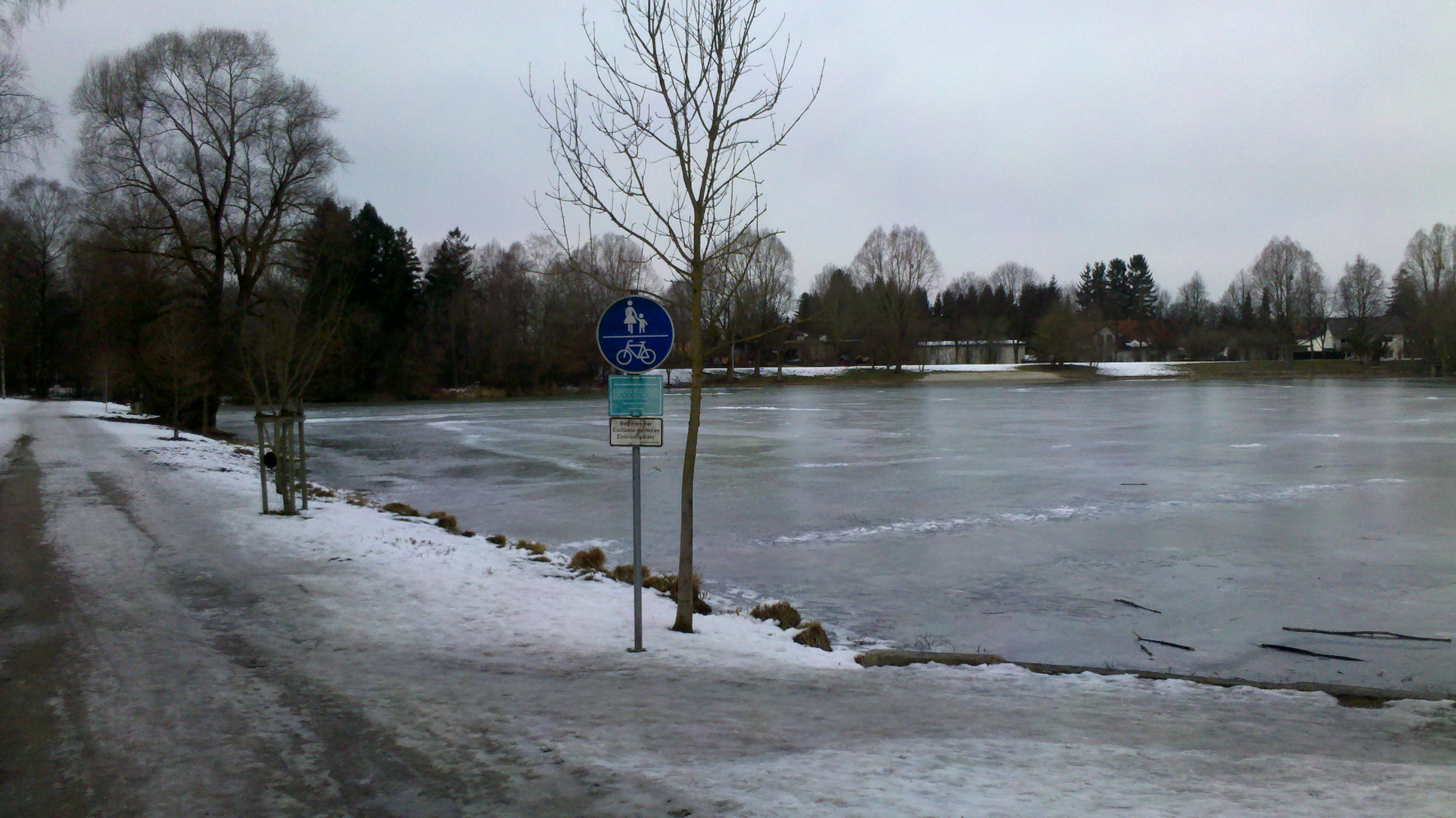
Eisweiher „Taxetweiher“ bei Ismaning (Februar 2015)
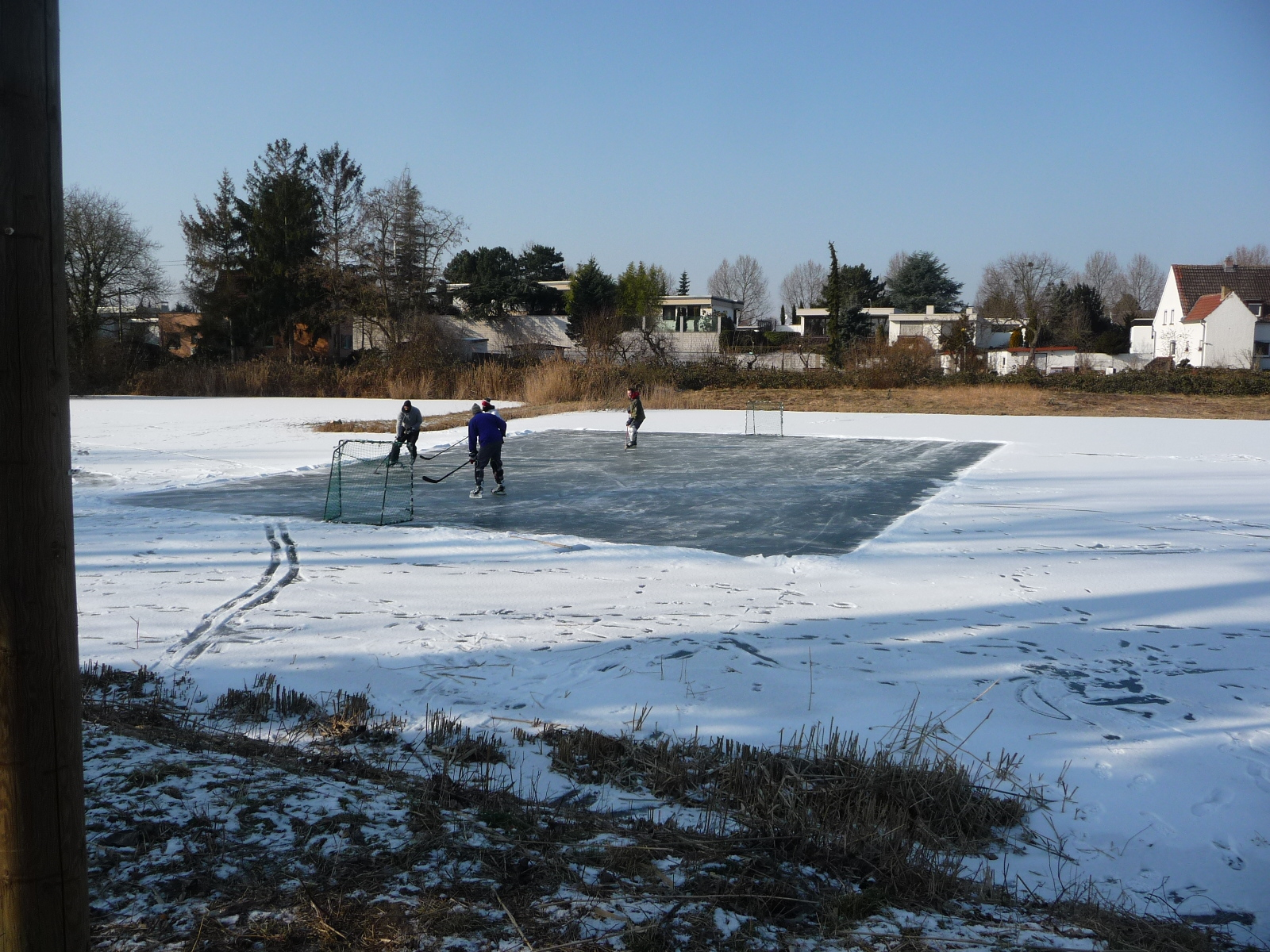
Eisweiher bei Neuhofen (Februar 2012)
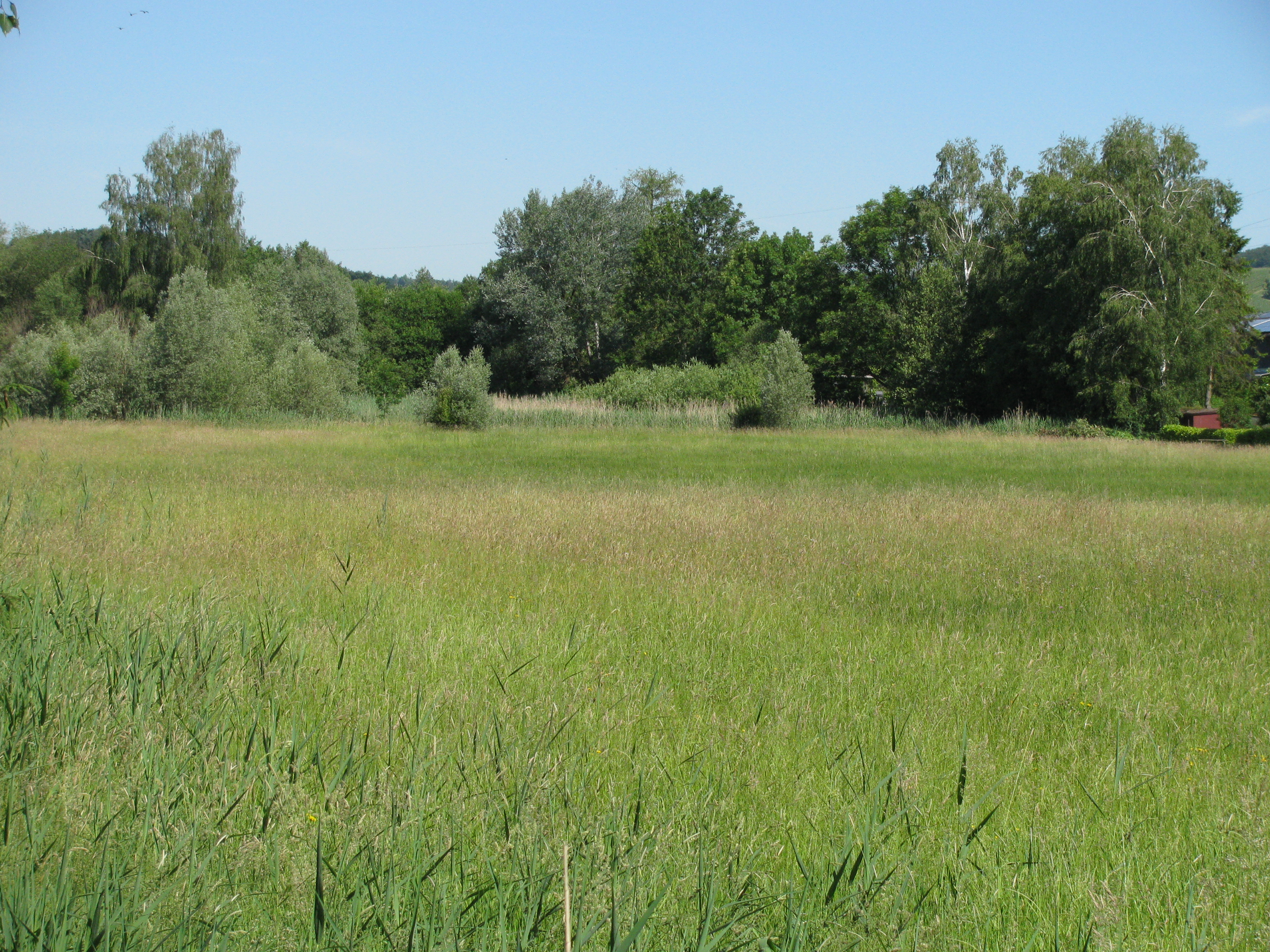
Verlandender Markdorfer Eisweiher (Mai 2011)
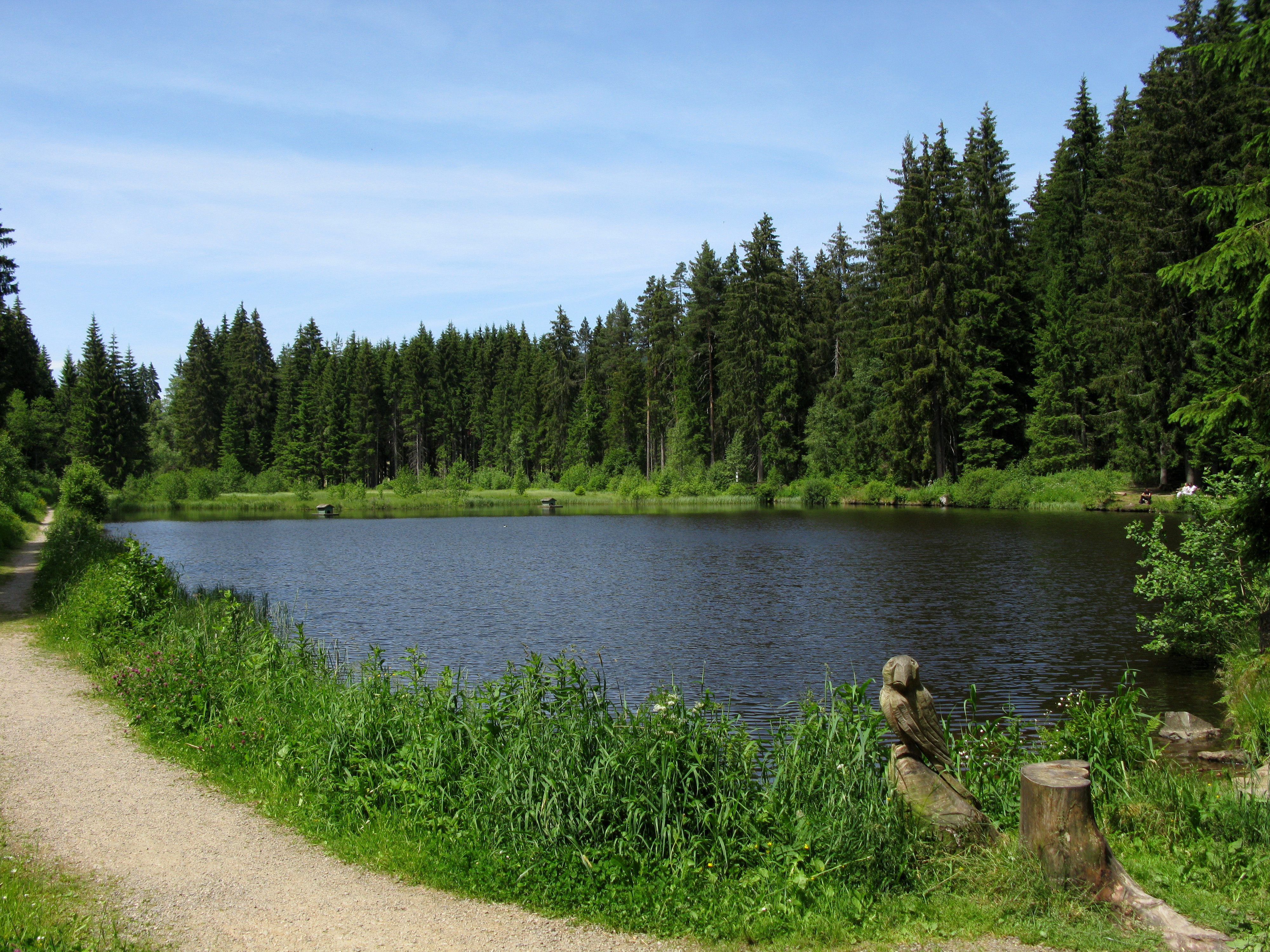
Eisweiher bei Titisee (Juni 2014)